# منلكارا بارانية
منلكارا بارانية (الاسم العلمي: Manilkara paraensis) هي نوع من النباتات يتبع جنس المنلكارا من الفصيلة السبوتية.